# Carlos Meléndez
Carlos Meléndez Ramirez (ur. 1 lutego 1861 w San Salvador, zm. 8 października 1919 w Kalifornii) był dwukrotnym prezydentem Salwadoru: pierwszy raz samozwańczo od 9 lutego 1913 do 29 sierpnia 1914 oraz od 1 marca 1915 do 21 grudnia 1918.
Należał do klasy oligarchii plantatorów. Posiadał znaczne wpływy polityczne, którymi dzielił się z bratem Jorge i szwagrem Alfonso Quinonezem.